# Leandro Reymúndez
Leandro Federico Reymúndez Martínez (Cardal, 1º febbraio 1992) è un ex calciatore uruguaiano, di ruolo centrocampista.